# Elena Anaya
Pour les articles homonymes, voir Anaya.
Elena Anaya, née le 17 juillet 1975 à Palencia, en Castille-et-León, est une actrice espagnole.
Elle a reçu le Prix Goya de la meilleure actrice pour son rôle dans La piel que habito de Pedro Almodóvar. Elle est également connue pour ses rôles dans Van Helsing, Habitación en Roma et pour l'incarnation de Dr Poison dans Wonder Woman.
En 2020, elle est à l'affiche de Rifkin's Festival, un film de Woody Allen.

## Biographie

### Jeunesse
Elena Anaya nait dans la province espagnole de Castille-et-León, dans la cité de Palencia. Son père, Juan José Gómez Anaya, est ingénieur dans l’industrie. Sa mère, qui se prénomme également Elena, est femme au foyer. La future actrice est la plus jeune de leurs trois enfants. Elle est encore petite quand ils divorcent, sa mère devient alors patronne d’une pension de famille.
Elena Anaya est une enfant turbulente, se passionnant pour le karaté et l’escalade. Elle abandonne ses études à 17 ans pour se tourner vers le métier d'actrice. Elle prend des cours de comédie et joue dans des pièces de théâtre amateur. En 1996, à 21 ans, elle se présente au concours d'entrée de la Real Escuela Superior de Arte Dramático de Madrid.

### Débuts (1996 - 2003)
Elle réussit à intégrer cette prestigieuse école d'art dramatique après un premier refus et saisit l'opportunité d'un second rôle dans Familia, un film de Fernando León de Aranoa. Ses absences aux cours lui valent l'expulsion de l'école, mais le film marquera le début de sa carrière cinématographique.
Elle enchaîne ainsi des rôles dans des ¿De qué se ríen las mujeres? (De quoi rient les femmes ?) en 1997, Sans nouvelles de Dieu (amené par Victoria Abril et Penélope Cruz) en 2001 puis Lucia et le Sexe de Julio Medem la même année. Dans ce dernier film, émaillé de scènes d’amour très réalistes, elle joue une baby-sitter, amante du protagoniste. Le mélange explosif d'innocence et de provocation qu'elle insuffle au rôle lui vaut une nomination au Goya de la meilleure actrice dans un second rôle en 2002. L'année suivante, à 27 ans, elle est au générique (à la 11e place) du film à succès de Pedro Almodovar, Parle avec elle.

### Quatre films à l’étranger (2004 - 2012)
En 2004, à 29 ans, l’actrice espagnole est enrôlée dans une production hollywoodienne à gros budget, Van Helsing, une parodie de film d’horreur aux côtés de Kate Beckinsale et de Josie Maran. L’année suivante, elle fait une apparition dans In the Land of Women, ainsi qu'en 2006 dans le clip de Justin Timberlake, SexyBack.
En 2008, elle obtient un second rôle dans le diptyque sur Jacques Mesrine, L'Instinct de mort, réalisé par Jean-François Richet. Le film est un succès critique et public en France,.
Deux ans plus tard, en 2010, elle occupe le premier rôle féminin dans À bout portant, un film de Fred Cavayé qui n’emporte pas l’adhésion de la critique ni celle du public.

### Retour en Espagne et récompenses (2008 - 2011)
C’est en Espagne qu’elle va réussir à s’imposer. En 2008, elle obtient le premier rôle féminin du film en costume Capitaine Alatriste. Mal accueilli par la critique, il est apprécié par les Espagnols qui sont trois millions à venir le voir dans les salles.
Elle joue ensuite le rôle principal dans Hierro, thriller psychologique par Gabe Ibáñez sorti en 2009.
En 2010, elle retrouve Julio Medem pour Room in Rome. Elle interprète une femme lesbienne qui séduit une jeune Russe, incarnée par Natasha Yarovenko, et passe avec elle une nuit d'amour intense dans sa chambre d'hôtel. Ce film, à la différence de Lucia et le sexe ne sortira pas dans les salles ; en France, il ne sera visible qu’en DVD en version sous-titrée.
C’est finalement à 36 ans, grâce au thriller controversée de Pedro Almodovar La piel que habito, que Anaya obtient la consécration. Aux côtés d’Antonio Banderas, elle interprète le rôle d'une victime transformée, qui lui vaut le Goya de la meilleure actrice. Le film est projeté en compétition officielle à Cannes. Aux côtés d'Almodovar, l'actrice est très sollicitée par les journalistes.

### Poursuite de sa carrière (2012 - 2020)
De 2012 à 2016, elle tourne dans un bon nombre de films cependant moins notoires. Citons par mi les films étrangers Swung, en 2015, film érotique britannique dont elle est la tête d'affiche, qui sort en DVD, au Royaume-Uni et en Allemagne. Elle participe à des productions indépendantes en espagnol comme Todos están muertos de Beatriz Sanchís, La memoria del agua de Matías Bize et Lejos del Mar de Imanol Uribe.
Todos están Muertos de 2014 est le premier long-métrage de la réalisatrice Beatriz Sanchis, la compagne d'Anaya à l'époque. Le rôle lui vaudra six nominations pour la meilleure actrice, elle était la seule actrice nommée pour tous les Prix espagnols lors de la saison 2015 et reçoit le Prix de la meilleure actrice de la Unión de Actores y Actrices.
C'est en 2017 qu'Anaya revient sur le parquet hollywoodien dans le rôle de la méchante, Dr Poison, dans le blockbuster Wonder woman.
Après la sortie, en 2018, de El Presidente, elle se voit offrir par Woody Allen un rôle dans Rifkin's Festival. Mais ce film voit sa date de sortie repoussée sine die, car les maisons de production et de distribution (dont Amazon) impliquées dans le projet redoutent la nouvelle offensive d'associations féministes contre celui qu’elles qualifient de « pédo-criminel » et contre ses soutiens artistiques et financiers.
Par ailleurs, en 2019 et en 2020, elle est présente au générique de quatre séries télévisées, dont Jett et Professionals, dans lesquelles elle joue des rôles de premier plan.

### Vie privée
À la fin des années 1990, Elena Anaya entretient une relation avec l’acteur Gustavo Salmerón (es),.
Ensuite, pendant des années, elle reste très discrète sur sa vie privée.
Lors des Prix Goya 2012, émue par l‘obtention du prix de la meilleure actrice, elle remercie « [s]on amour », tout en donnant libre voie aux spéculations médiatiques. En août 2011, le tabloïd espagnol Cuore publie des photos d'Elena Anaya embrassant la réalisatrice Beatriz Sanchís (es) sur une plage nudiste de Minorque. Précédemment, à l'occasion de la gay pride de Madrid, son orientation sexuelle avait été mise en avant par le quotidien El Mundo, qui avait fait figurer l'actrice dans son classement des cinquante membres de la communauté LGBT les plus influents d'Espagne.
Sa relation avec Beatriz Sanchís dure de 2008 à 2013. En 2016, elle rencontre la styliste Tina Afugu Cordero et, en 2017, elle donne naissance à un fils, Lorenzo, qui devient aussi celui de sa compagne.

### Engagement
Elena Anaya a participé à la campagne Mujeres por el Ártico (« Femmes pour l'Arctique ») aux côtés de Greenpeace en 2015.
Le 8 juin 2023, elle reçoit le prix Rayo Verde (« Rayon vert ») remis par l'Académie des arts et des sciences cinématographiques et Greenpeace Espagne. Ce prix récompense les professionnels du cinéma espagnol pour leur engagement en faveur des valeurs environnementales et sociales.

## Filmographie
Sauf indication contraire, les informations mentionnées dans cette section peuvent être confirmées par la base de données cinématographiques IMDb,  présente dans la section « Liens externes ».

### Cinéma
- 1995 : Adiós Naboelk (court-métrage) : Amiga
- 1996 : África : Africa
- 1996 : Familia : Luna
- 1997 : ¿De qué se ríen las mujeres? : Catalina Bayarri
- 1998 : Grandes ocasiones : Susy
- 1998 : Lágrimas negras : Alicia
- 1998 : Finisterre, donde termina el mundo : Laura
- 1999 : Las Huellas borradas : Rosa
- 2000 : El Árbol del penitente : Sonsoles
- 2000 : El invierno de las anjanas : Adelaida
- 2001 : Lucia et le Sexe (Lucía y el sexo) : Belén
- 2001 : Sans nouvelles de Dieu (Sin noticias de Dios) : Pili
- 2002 : Parle avec elle (Hable con ella) : Angela
- 2002 : Rencor : Esther
- 2002 : La Habitación azul : Ana
- 2003 : Dos tipos duros : Tatiana
- 2004 : Dead Fish : Mimi
- 2004 : Ana y Manuel : Ana
- 2004 : Van Helsing : Aleera
- 2005 : In the Land of Women : Sofia Bunuel
- 2005 : Fragile : Helen Perez
- 2006 : Stage Kiss : Natalia
- 2006 : Capitaine Alatriste : Angélica de Alquézar
- 2007 : Miguel and William : Leonor
- 2008 : Savage Grace de Tom Kalin : Blanca
- 2008 : L'Instinct de mort de Jean-François Richet : Sofia
- 2008 : Sólo quiero caminar : Ana
- 2009 : Cairo Time : Kathryn
- 2009 : Hierro : María
- 2010 : À bout portant : Nadia Pierret
- 2010 : Habitación en Roma (Room in Rome) de Julio Medem : Alba (VF : Barbara Delsol)[28]
- 2011 : La piel que habito de Pedro Almodóvar : Vera
- 2014 : Todos están muertos : Lupe
- 2014 : Géographie du cœur malchanceux (Geography of the Heart), de David Allain et Alexandra Billington : Angela (segment « New York »)
- 2016 : Infiltrator (The Infiltrator) de Brad Furman : Gloria Alcaino
- 2017 : Wonder Woman : Isabel Maru, Dr Poison
- 2017 : El Presidente (La cordillera) de Santiago Mitre
- 2020 : Rifkin's Festival de Woody Allen : Jo Rojas
- 2023 : Fatum de Juan Galiñanes : Costa

### Télévision
- 2003 : Petits Mythes urbains (série télévisée) : une infirmière[29]
- 2019 : Trois Noëls[30] (série télévisée) : Esther Joven
- 2019 : Jett (série télévisée) : Maria[31]
- 2019 : MotherFatherSon (série télévisée) : Sofia
- 2020 : Professionals (série télévisée) : Graciela Davila[20]
- 2024 : Les Ombres du passé : Rita

### Clip
- 2006 : SexyBack de Justin Timberlake[réf. nécessaire]

## Distinctions

### Récompenses
- Prix Goya 2012 : meilleure actrice pour La piel que habito

### Nominations
- Prix Goya 2002 (en) : meilleure actrice dans un second rôle pour Lucia et le Sexe
- Prix Goya 2011 : meilleure actrice pour Habitación en Roma
- Prix Goya 2015 : meilleure actrice pour Todos están muertos